# Jabrill Peppers
Jabrill Peppers (East Orange, 4 ottobre 1995) è un giocatore di football americano statunitense che milita nel ruolo di safety per i New England Patriots della National Football League (NFL).

## Biografia

### Carriera universitaria
Al college, Peppers giocò a football con i Michigan Wolverines dal 2014 al 2016 nel ruolo di linebacker. Dopo avere disputato solo tre gare nella prima stagione a causa di un infortunio, la successiva fu premiato come Freshman All-American. Dopo la stagione 2016, Peppers fu premiato come Nagurski-Woodson Defensive Player of the Year, Butkus-Fitzgerald Linebacker of the Year e Rodgers-White Return Specialist of the Year, oltre che essere stato votato unanimemente come All-American. Si classificò inoltre quinto nelle votazioni dell'Heisman Trophy. 
Il 10 gennaio 2017, Peppers annunciò la sua partecipazione al Draft NFL 2017, rinunciando alle sue ultime due stagioni di eleggibilità nella NCAA.
Premi e vittorie
- Lott Trophy (2016)
- Paul Hornung Award (2016)
- Difensore dell'anno della Big Ten (2016)
- Unanimous All-American (2016)
- Second-team All-American (2015)

Statistiche al college
|        |          |    | Difesa | Difesa | Difesa | Difesa | Difesa |
| Anno   | Squadra  | P  | Tackle | TfL    | PD     | Int    | FF     |
| ------ | -------- | -- | ------ | ------ | ------ | ------ | ------ |
| 2014   | Michigan | 3  | 8      | 0.0    | 0      | 0      | 0      |
| 2015   | Michigan | 12 | 45     | 5,5    | 10     | 0      | 0      |
| 2016   | Michigan | 12 | 72     | 13,0   | 1      | 1      | 1      |
| Totale | Totale   | 27 | 125    | 18,5   | 11     | 1      | 1      |

### Carriera professionistica

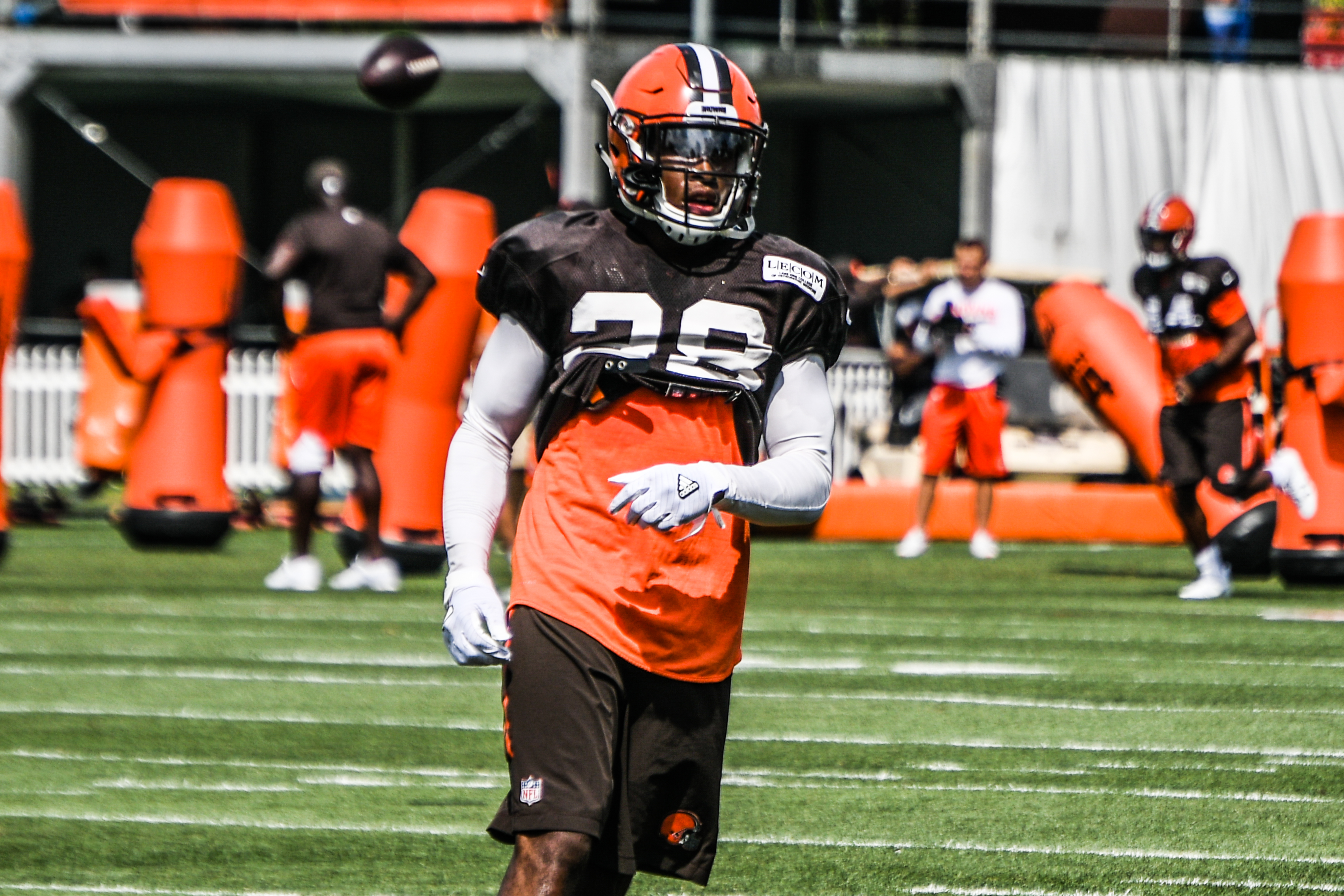
Peppers nel training camp 2017

Peppers era considerato una scelta del primo giro del Draft 2017. Il 27 aprile 2017 fu scelto come 25º assoluto nel Draft NFL 2017 dai Cleveland Browns. Debuttò come professionista partendo come titolare nella gara del primo turno contro i Pittsburgh Steelers mettendo a segno 4 tackle. Il primo intercetto in carriera lo fece registrare nell'ultimo turno della stagione su Landry Jones dei Pittsburgh Steelers. La sua annata da rookie si chiuse con 57 tackle in 13 partite, tutte come titolare, oltre a 498 yard guagnate come kick returner, mentre i Browns divennero la seconda squadra della storia a terminare una stagione con zero vittorie e 16 sconfitte.

### New York Giants
Il 13 marzo 2019, Peppers fu ceduto assieme a Kevin Zeitler e alle scelte del primo e terzo giro del Draft NFL 2019 ai New York Giants per Odell Beckham e Olivier Vernon.

### New England Patriots
Il 29 marzo 2022 Peppers firmò con i New England Patriots.
Il 26 luglio 2024 Peppers firmò con i Patriots un rinnovo contrattuale triennale del valore di 30 milioni di dollari.